# Birger Stenman
Oscar Birger Ferdinand Stenman, född 23 december 1925 i Solna, död 20 maj 1970 i Hägersten, Stockholm, svensk fotbollsspelare, vänsterhalvback, fem gånger landslagsman, 1949–1952, och allsvensk för Djurgårdens IF, där han under åren 1947–1955 spelade 124 matcher och gjorde 14 mål.
Birger Stenman började sin karriär i Hagalunds IS, debuterade i Djurgårdens IF 1947 och avslutade sin karriär i Mälarhöjdens IK 1956–1958.
Med stor passningsskicklighet och snabbhet förenade han spelintelligens och en välutvecklad känsla för taktik. Stenman är begravd på Norra begravningsplatsen utanför Stockholm.